# Wilhelm Hallermann (Mediziner, 1901)

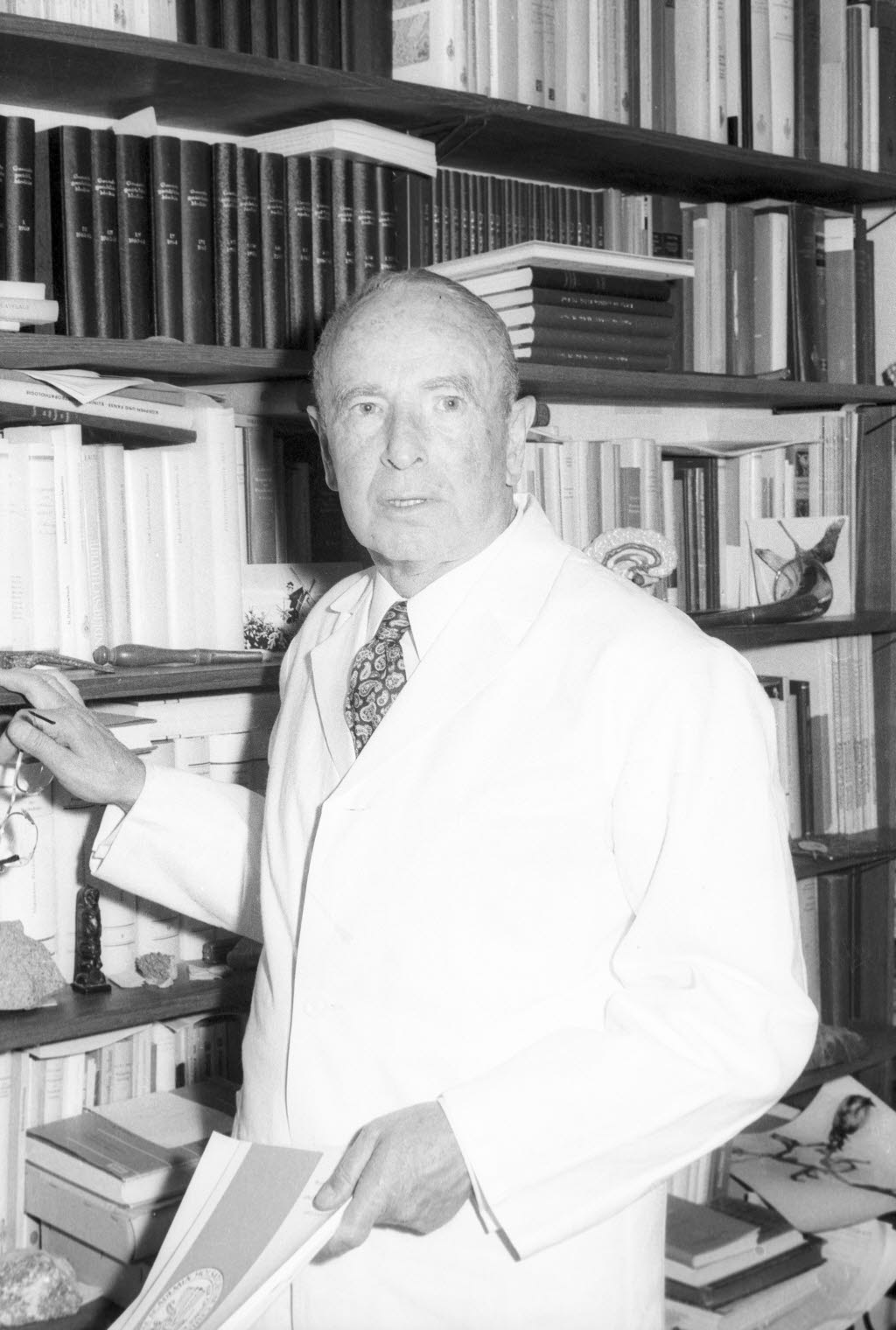
Wilhelm Hallermann

Wilhelm Karl Friedrich Hallermann (* 14. März 1901 in Arnsberg/Westf.; † 28. März 1975 in Kiel) war ein deutscher Rechtsmediziner und Hochschullehrer.

## Ausbildung
Sein Medizinstudium begann Hallermann 1920 an der Universität München. Es folgten Studienaufenthalte in Göttingen, Hamburg und Würzburg, wo er 1925 – gemeinsam mit dem späteren Euthanasie-Gutachter Werner Heyde – sein Staatsexamen ablegte und zum Dr. med. promovierte.
Anschließend arbeitete Hallermann bis 1929 in der pathologisch-anatomischen Abteilung des Stadtkrankenhauses Dresden-Friedrichstadt unter Georg Schmorl, zuletzt als Oberarzt. Nach kurzer Zeit als Assistent und Facharzt für Innere Medizin an der Medizinischen Universitätsklinik Leipzig unter Paul Morawitz wirkte Hallermann von 1931 bis 1940 am Berliner Institut für gerichtliche Medizin unter Victor Müller-Heß. Dort legte Hallermann auch sein Amtsarztexamen 1932 ab und habilitierte sich 1935 mit einer Arbeit zum Thema „Der plötzliche Herztod bei Kranzgefäßerkrankungen“, die 1939 als Monographie erschien.

## Lehrtätigkeit
Nach dem Beginn seiner Berliner Dozententätigkeit im Jahre 1935 vertrat Hallermann im Wintersemester 1940/41 nach dem Tod von Rolf Hey den Lehrstuhl für gerichtliche Medizin in Frankfurt am Main, um zum 1. April 1941 von Adolf Hitler zum Direktor des Instituts für gerichtliche und soziale Medizin an der Christian-Albrechts-Universität zu Kiel ernannt zu werden, zunächst als außerordentlicher Professor.
1946 wurde die Professur in ein Ordinariat umgewandelt, so dass Hallermann nun ordentlicher öffentlicher Professor war. Von 1946 bis 1969 hielt er die Leitung des Studentenwerkes an der Universität Kiel in Händen, übernahm 1956 die Leitung des Deutschen Studentenwerks und war von 1947 bis 1949 Dekan der Medizinischen Fakultät.
1969 wurde Hallermann hochgeehrt emeritiert und gab 1971 auch die Leitung des Kieler Instituts an Oskar Grüner ab.

## Zeit des Nationalsozialismus
Hallermann war Mitglied im NS-Dozentenbund sowie seit 1933 in der SA. Am 17. August 1937 beantragte er die Aufnahme in die NSDAP und wurde rückwirkend zum 1. Mai desselben Jahres aufgenommen (Mitgliedsnummer 4.358.616).
1937, im Jahr seines Beitritts in die NSDAP, beschrieb Dr. Hallermann im Eintrag „Die Entmannung insbesondere“ im Handwörterbuch der Rechtswissenschaft ausführlich die medizinischen Bedenken und Einschränkungen, die seiner Ansicht nach bei der seit 1934 möglichen Zwangskastration zu bedenken seien. Abschließend verwies er aber auf die vom Gesetzgeber angestrebten Ziele, um dann zu resümieren:
„Die Androhung und die Ausführung der Entmannung stellt zweifellos auch für die zu Sexualverbrechen neigenden Personen eine beispielhaft abschreckende Maßnahme dar, deren pädagogischer Wert nicht zu gering einzuschätzen ist. Eine geeignete Auswahl der Fälle vorausgesetzt, stellt sie eine Ideallösung und eine ihren Zweck, die Sicherung der Allgemeinheit restlos erfüllende Maßnahme dar, die durchzuführen nur einer autoritären Staatsführung möglich war. Es wäre verfehlt, hier kleinliche Bedenken laut werden zu lassen oder übermäßig das Selbstverständliche zu betonen, daß nämlich gerade auf diesem neuen Gebiete Erfahrungen gesammelt werden müssen, um die erreichbaren angestrebten Erfolge zu verwirklichen.“
Inwieweit Hallermann als Gutachter auch in der Praxis die Zwangskastration beförderte, kann nur die Auswertung der zahlreichen Originalakten im Landesarchiv in Schleswig erweisen.
Zwischen 1941 und 1945 erstellte Hallermann allein 97 der insgesamt 167 Gutachten für das Sondergericht Kiel und verfasste etliche Gutachten, die gerade in Heimtücke-Fällen politische Abwertungen Hallermanns enthielten, die das Sondergericht wortwörtlich in das Urteil übernahm.
Während des Zweiten Weltkrieges war er ab 1939 in der Militärärztlichen Akademie tätig und war ab 1942 zusätzlich zu seiner Lehrtätigkeit Beratender Psychiater beim Oberkommando des Heeres und bei der Kriegsmarine.
1964 erstellte er ein Gutachten, in dem er in den Krankenakten der 216 im Rahmen der Euthanasie in der Kinderfachabteilung Schleswig getöteten Kinder keine Auffälligkeiten erkennen konnte. Die Staatsanwalt erhob daraufhin keine Anklage. Hallermann wusste, dass Werner Heyde, tief verstrickt in die NS-Euthanasiemorde, vor dessen Verhaftung unter dem Pseudonym Fritz Sawade lebte und praktizierte.

## Tätigkeit als Sachverständiger
Wilhelm Hallermann resümierte im Zusammenhang mit der Mordanklage gegen den Serienmörder Adolf Seefeldt, dass der elfjährige Schüler Gustav Thomas nicht vergiftet worden sei, sondern aufgrund mikroskopischer Untersuchungen blutunterlaufe Druckstellen am Hals auf Erwürgen hinweisen würden.

## Ehrungen
Hallermann war (Ehren-)Mitglied zahlreicher wissenschaftlicher Fachgesellschaften und Akademien, darunter der Deutschen Akademie der Naturforscher Leopoldina (Wahl 1964, Sektion Gerichtliche Medizin), Deutsche Gesellschaft für Sexualforschung (1964 bis 1969 im Vorstand, ab 1966 Vorsitzender) und der Deutschen Kriminologischen Gesellschaft, sowie Träger mehrerer Auszeichnungen, u. a. war er Ehrensenator der Kieler Universität. 1971 erhielt er von der Stadt Kiel die Andreas-Gayk-Medaille.

## Studentenwerk
In der Nachkriegszeit setzte sich Wilhelm Hallermann bundesweit für die Interessen von Studierenden ein. Er war von 1946 bis 1969 Vorsitzender des Studentenwerks Schleswig-Holstein und von 1956 bis 1967 Präsident des Deutschen Studentenwerks. Aufgrund seines langjährigen Engagements erhielt er den inoffiziellen Titel „Vater der Studenten“. Zu seinem Ruhestand wurde ein Fackelzug organisiert.
Anlässlich seines 80. Geburtstags beschloss das Studentenwerk Schleswig-Holstein im Jahr 1981, ein in Bau befindliches Kieler Studentenwohnheim nach ihm zu benennen. Die 1983 eröffnete Einrichtung erhielt den Namen „Prof.-Hallermann-Haus“. Als Begründung führte der Vorstand das „selbstlose erfolgreiche Eintreten von Prof. Dr. Hallermann für die sozialen Belange der Studenten über mehr als zwei Jahrzehnte auf Landesebene und über viele Jahre auf Bundesebene“ an.
Im Zuge der Aufführung des Dokumentartheaterstücks LebensWert über die NS-Euthanasie in Schleswig-Holstein im Jahr 2023 rückte die Rolle ehemaliger Kieler Professoren während des Nationalsozialismus verstärkt in den öffentlichen Fokus. In diesem Zusammenhang wurde auch die NS-Vergangenheit Hallermanns thematisiert. Dem Studentenwerk Schleswig-Holstein war der volle Umfang seiner Verstrickungen bis dahin nicht bekannt.
Als Reaktion beauftragte das Studentenwerk ein wissenschaftliches Gutachten, das 2024 von Felicia E. Engelhard (Christian-Albrechts-Universität zu Kiel) vorgelegt wurde. Nach Veröffentlichung des Gutachtens distanzierte sich das Studentenwerk ausdrücklich von Hallermann. Anfang 2025 wurde das „Prof.-Hallermann-Haus“ in „Dr.-Aenne-Liebreich-Haus“ umbenannt.

## Werner Heyde (alias Fritz Sawade)
Werner Heyde, geboren am 25. April 1902 in Forst (Lausitz) und verstorben am 13. Februar 1964 in Butzbach, Hessen, war ein deutscher Facharzt für Psychiatrie und Neurologie sowie ein Mitglied der SS. Nach dem Zweiten Weltkrieg lebte er über ein Jahrzehnt im Untergrund unter dem Decknamen Fritz Sawade und arbeitete als Mediziner. Heyde wird als eine der Schlüsselpersonen im nationalsozialistischen „Euthanasie“-Programm, auch bekannt als „Aktion T4“, angesehen, bei dem Tausende von Menschen mit geistigen oder körperlichen Behinderungen ermordet wurden. Nach 1945 tauchte Heyde unter und lebte als „Dr. med. Fritz Sawade“ in Schleswig-Holstein, unter anderem in Flensburg und in der Umgebung von Kiel. Erst im Jahr 1959 wurde seine wahre Identität bekannt, woraufhin er sich den Behörden stellte. Der geplante Prozess in Frankfurt am Main fand jedoch nicht statt, da Heyde 1964 in Untersuchungshaft Suizid beging.

## Heyde/Sawade-Affäre
Die Heyde/Sawade-Affäre deckte das Ausmaß der fortdauernden Aktivitäten nationalsozialistisch belasteter Personen aus dem medizinischen und juristischen Bereich nach 1945 auf. Heyde hatte unter seinem Pseudonym als Gutachter in vielen Verfahren der Sozialgerichte gearbeitet, unter anderem auch in Norddeutschland. In der wissenschaftlichen Aufarbeitung, unter anderem durch Godau-Schüttke, wurde kritisch hinterfragt, inwieweit Persönlichkeiten wie Hallermann nach 1945 mit ehemaligen NS-Medizinern wie Heyde/Sawade in Verbindung standen.
Dies geschah möglicherweise durch berufliche Nähe, kollegiale Netzwerke oder fehlende Distanzierung. Obwohl Hallermann nicht direkt in die Heyde/Sawade-Affäre verwickelt war, gilt seine Rolle im weiteren Kontext der Nachkriegs-Kontinuitäten als bedeutend.